# Anderson (månekrater)
 Ikke at forveksle med Andersson (månekrater).
 For alternative betydninger, se Anderson. (Se også artikler, som begynder med Anderson)
Anderson er et nedslagskrater på Månen. Det befinder sig på den nordlige halvkugle på Månens bagside, og som er opkaldt efter den amerikanske astronom John A. Anderson (1876-1959).
Navnet blev officielt tildelt af den Internationale Astronomiske Union (IAU) i 1970. 

## Omgivelser
Krateret ligger nordvest for Sharonovkrateret, og satellitkrateret "Sharanov X" er forbundet med den sydøstlige rand af Anderson. Mod nordøst ligger det specielle Buys-Ballotkrater, og mod øst-sydøst det større Spencer Jones-krater. 

## Karakteristika
Den ydre rand af Andersonkrateret er stærkt nedslidt og eroderet. Små kratere ligger i de sydøstlige og sydvestlige rande. Kraterets indre er relativt fladt med mange småkratere i dele af bunden, hvoraf det mest prominente er "Anderson L", som ligger nær den sydøstlige rand. "Anderson L" kendes også som "Andersons finger".

## Satellitkratere
De kratere, som kaldes satellitter, er små kratere beliggende i eller nær hovedkrateret. Deres dannelse er sædvanligvis sket uafhængigt af dette, men de får samme navn som hovedkrateret med tilføjelse af et stort bogstav. På kort over Månen er det en konvention at identificere dem ved at placere dette bogstav på den side af satellitkraterets midte, som ligger nærmest hovedkrateret. Andersonkrateret har følgende satellitkratere:
| Anderson | Længde  | Bredde   | Diameter |
| -------- | ------- | -------- | -------- |
| E        | 16,9° N | 173,4° Ø | 28 km    |
| F        | 16,3° N | 173,6° Ø | 49 km    |
| L        | 14,6° N | 170,9° Ø | 14 km    |

## Måneatlas
- Billeder af Andersonkrateret i LPI-måneatlasset